# نهاش دموي
نهاش دموي (الاسم العلمي: Lutjanus sanguineus) (بالإنجليزية: Humphead snapper)‏ هو نوع من الأسماك يتبع جنس النهاش من الفصيلة النهاشية.